# جوزة البلوط
جوزة البلوط أو البلوطة وأقاربهم المقربين (أجناس Quercus و Lithocarpus، في عائلة Fagaceae). وعادة ما تحتوي على شتلة محاطة بفلقتين (أوراق الشتلة)، ومحاطة بقشرة صلبة تعرف باسم الغلاف، وتحمل في قبيبة على شكل كوب. يبلغ طول الجوز 1-6 سم (1⁄2–2+1⁄2 بوصة) و0.8-4 سم (3⁄8–1+5⁄8 بوصة) على الجانب الدهني. يستغرق الجوز ما بين 5 إلى 24 شهرا (حسب النوع) حتى ينضج.

## أصل الكلمة
ترتبط كلمة البلوط (في وقت سابق akerne و acharn) بالاسم القوطي akran، والذي كان له معنى "ثمرة الأرض غير المغلقة". تم تطبيق الكلمة على أهم منتجات الغابات، وهو البلوط. تحدث تشوسر عن "أكورنز أوكس" في القرن الرابع عشر. تدريجيًا، ربط أصل الكلمة الشائع الكلمة بكل من "ذرة" و"قرن البلوط"، وتغيرت التهجئة وفقًا لذلك. التهجئة الحالية (ظهرت في الفترة من 15 إلى 16 ج)، مشتقة من الارتباط بـ ac (الإنجليزية القديمة: "البلوط") + الذرة.